# 於餘邱國
於餘邱國，亦称“余丘”，周朝小型诸侯国，在今山东省临沂市临沭县南，一说在今山东章丘。前692年亡于鲁国。

## 历史典故
於餘邱國地近鲁国。鲁庄公二年（周庄王五年、前692年）夏，鲁国公子庆父奉庄公之命，率军攻伐於餘邱國，不久退兵，后果不详。杜注：“於余丘，国名也。”《公羊傳》、《穀梁傳》以於餘邱为邾国之邑名。

## 相关文献
1. ↑  《春秋经·庄公二年》：夏，公子庆父帅师伐於餘丘